# OnlineGameMagazineEX
『OnlineGameMagazineEX』（オンラインゲームマガジンエクス）は、2003年にIDGジャパンから発行されたオンラインゲーム専門のゲーム雑誌。
『PlayOnline』、その後の『Online Player』の流れを汲み、編集長も3誌とも共通して長尾真樹・編集スタッフも大体同じであった。なお、次号予告が出ていたにもかかわらず次号は出ず創刊号が休刊号となってしまった。

## 来歴
- 2003年7月29日 - Vol.1発売。